# Салтыки (Чепецкое сельское поселение)
Салтыки́ — деревня в Кирово-Чепецком районе Кировской области в составе Чепецкого сельского поселения.

## География
Расположена на расстоянии менее 3 км на юг-юго-запад от юго-западной границы центра района города Кирово-Чепецк, к югу от поселка Ключи.

## История
Известна с 1671 года как деревня Салтыковская с 2 дворами, в 1764 году здесь 51 житель. В 1873 году в Салтыковской дворов 15 и жителей 133, в 1905 24 и 140, в 1926 (уже Салтыки) 26 и 127, в 1950 12 и 38, в 1989 28 жителей. 

## Население
Постоянное население составляло 44 человека (русские 66%, цыгане 34%) в 2002 году, 60 в 2010.